# 島根日日新聞
島根日日新聞（しまねにちにちしんぶん）は、出雲市に本社を置く島根県の地方新聞である。
出雲と松江など、島根県県央部を中心とした地域ニュースを発信している。なお読売新聞東京本社から全国ニュースの配信を受けている。
フリーペーパーの「リビングしまね」「雲南タイムス」「石見銀山タイムス」等も発行している。日本新聞協会および日本地域紙協議会に加盟している。なお、社屋内に系列の「エフエムいずも」がある。

## 沿革
- 1980年 - 出雲新聞として創刊。
- 1995年 - 紙名を「出雲新聞」から現題号に変更。
- 2009年4月 - 完全日刊化を実施。

## 発行エリア
- 出雲市、松江市、雲南市の一部、大田市の一部